# Маркоски, Йован
Йо́ван Марко́ски (серб. Jovan Markoski; 23 июня 1980, Белград, СФРЮ) — сербский футболист.

## Биография
В 2006 году стал игроком полтавской «Ворсклы». В Высшей лиге дебютировал 5 августа 2006 года в матче против днепропетровского «Днепра». Йован — самый результативный футболист команды в сезоне 2008/09 годов (6 голов в чемпионате), а также в сезоне 2009/10 годов (7 голов в чемпионате, в иных турнирах он пока не забивал). Выступал за «Ворсклу» на протяжении девяти лет. В июне 2015 года у Маркоски закончился контракт с клубом и он покинул его в статусе свободного агента. В июле 2015 года Маркоски заключил контракт с клубом «Напредак».

## Достижения
- Обладатель Кубка Сербии и Черногории (2): ?, 2005
- Обладатель Кубка Украины (1): 2008/09